# Regina Burchardt
Pour les articles homonymes, voir Burchardt.
Regina Burchardt est une ancienne joueuse allemande de volley-ball née le 1er juillet 1983 à Berlin. Elle mesure 1,86 m et jouait au poste de réceptionneuse-attaquante. Elle a totalisé 57 sélections en équipe d'Allemagne. Elle a mis un terme à sa carrière de volleyeuse professionnelle en 2017.

## Clubs
| Club                     | De        | À         |
| ------------------------ | --------- | --------- |
| Marzahner VC             |           | 1995-1996 |
| VC Olympia Berlin        | 1996-1997 | 2000-2001 |
| Volley Cats Berlin       | 2001-2002 | 2001-2002 |
| VC 68 Zeuthen-Eichwalde  | 2002-2003 | 2003-2004 |
| Rote Raben Vilsbiburg    | 2004-2005 | 2008-2009 |
| Club Voleibol Haro       | 2009-2010 | 2009-2010 |
| 1. VC Wiesbaden          | 2010-2011 | 2014-2015 |
| SC Potsdam               | 2015-2016 | 2015-2016 |
| TSV Tempelhof-Mariendorf | 2016-2017 | 2016-2017 |

## Palmarès

### Équipe nationale
- Championnat d'Europe
  - Finaliste : 2011.

### Clubs
- Championnat d'Allemagne
  - Vainqueur : 2008.
  - Finaliste : 2005, 2006, 2009.
- Coupe d'Allemagne
  - Vainqueur : 2009.
  - Finaliste : 2013.